# スタンフォード伯爵
スタンフォード伯爵 (スタンフォードはくしゃく、英: Earl of Stamford) は、かつて存在したイギリスの伯爵位。イングランド貴族爵位。
第2代グロビーのグレイ男爵ヘンリー・グレイが1628年に叙位されて興った家柄だったが、1976年に継承者が途絶えて廃絶した。
なお、伯爵家はグレイ一族の中でも、初代サフォーク公ヘンリー・グレイ（ジェーン・グレイの父）の弟ジョン・グレイ卿を祖とする家系である。

## 歴史

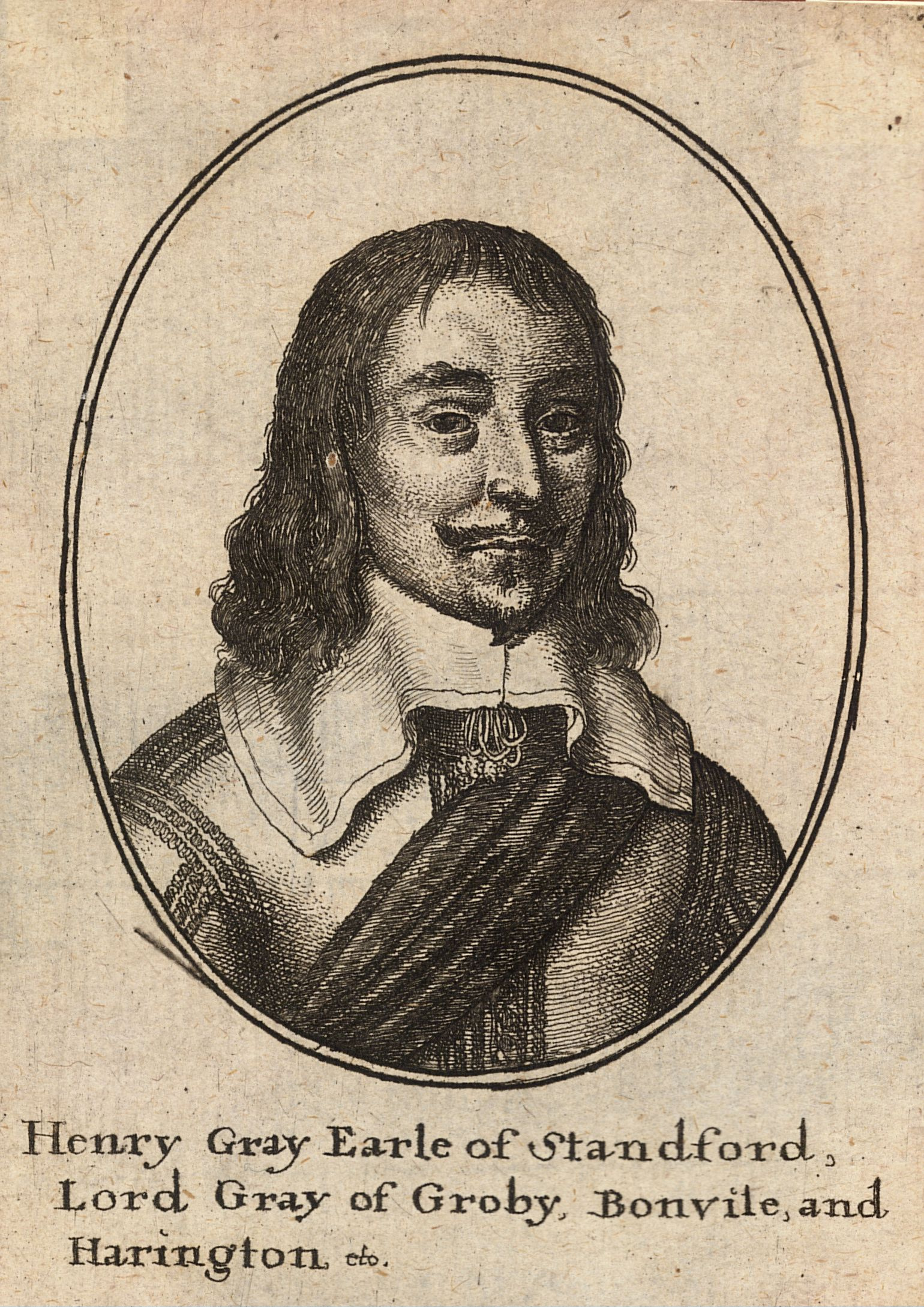
初代伯爵ヘンリー・グレイ

ジョン・グレイ の息子ヘンリー(1547 - 1614) は、1603年にイングランド貴族の「レスターシャー州グロビーのグレイ男爵 (Baron Grey of Groby, in the County of Leicester)」 に叙された。
その孫の2代男爵ヘンリー(1599頃 - 1673) は、1628年に「スタンフォード伯爵(Earl of Stamford)」に進んだ。初代伯はイングランド内戦では議会派について戦った。なお、彼の息子トマス・グレイ (1623頃 - 1657) は議会派の有力者となり、国王チャールズ1世の裁判では判事のひとりを務め、国王の死刑執行令状への署名者の一員にもなったが、1657年に父親に先立って死去した。そのため伯爵位は、トマスの同名の息子トマス (2代伯、1654 - 1720) が継承した。
2代伯はランカスター公領大臣や商務庁長官を歴任した。その後1720年に死去し、爵位は従兄弟（初代伯の三男ジョン・グレイ の長男）のヘンリー (1685 - 1739) が継承した。以降、3代にわたり父から息子への継承が続く。
4代伯ハリー (1715 - 1768) は襲爵前はレスターシャー選出の庶民院議員を務めた。メアリー・ブース（第2代ウォリントン伯爵ジョージ・ブースの娘）と結婚し、義父の死後はブース家が所有していた広大な領地と財産を相続した。
5代伯ジョージ (1737 - 1819) はスタッフォードシャー選出の庶民院議員やチェシャー統監を務めた。1796年に「ウォリントン伯爵(Earl of Warrington)」と「デラマー男爵(Baron Delamer)」に叙された。侯爵授爵の打診もあったが、これを辞退し、母の実家に敬意を表してウォリントンおよびスタンフォード伯爵を名乗り続けた。
6代伯ジョージ・ハリー (1765 - 1845) はオールドバラおよびセント・ジャーマンズ選出の庶民院議員やチェシャー統監を務めた。息子のジョージ・グレイ (1802 - 1835) は1833年に繰上勅書によってグレイ男爵を継承して貴族院に議席を得たが、父親に先立って死去したため伯爵位は襲爵できなかった。6代伯の死後、爵位は孫のジョージ (1827 - 1883) が継承した。
7代伯は競馬の偉大なパトロンとして知られた。1883年に彼が死去すると、ウォリントン伯爵位、デラマー男爵位は廃絶した。残るスタンフォード伯爵位とグロビーのグレイ男爵位は、4代伯の曾孫にあたるハリー・グレイ (1812 - 1890) が相続した。
その8代伯は襲爵前の1854年にケープ植民地に移住後は生涯帰国することはなかった。彼は自宅の家政婦をしていた現地人女性マーサ・ソロモンズと結婚し、2人の男子を儲けていた。この息子たちは両親の正式な結婚前に誕生していたことから非嫡出子扱いとされ爵位の継承権は与えられず、結婚後に生まれた第3子は嫡出ではあったものの女子であったため、やはり継承権は与えられたなかった。
8代伯の死後は甥のウィリアム・グレイ (1850 - 1910) が爵位を継承した。しかし貴族院特権監督委員会は、1892年に8代伯の子供たちに継承権が無いことが確認されるまでは9代伯の継承を承認しなかった。その9代伯の死後、爵位は息子のロジャー （10代伯）が継承した。
10代伯は1922年にインド大臣ウィリアム・ピールの議会担当秘書官（無給）を務めたほか、オルトリナム市長（1937年-1938年）も務めた。1976年に子のないまま死去、爵位はすべて廃絶した。

### 邸宅

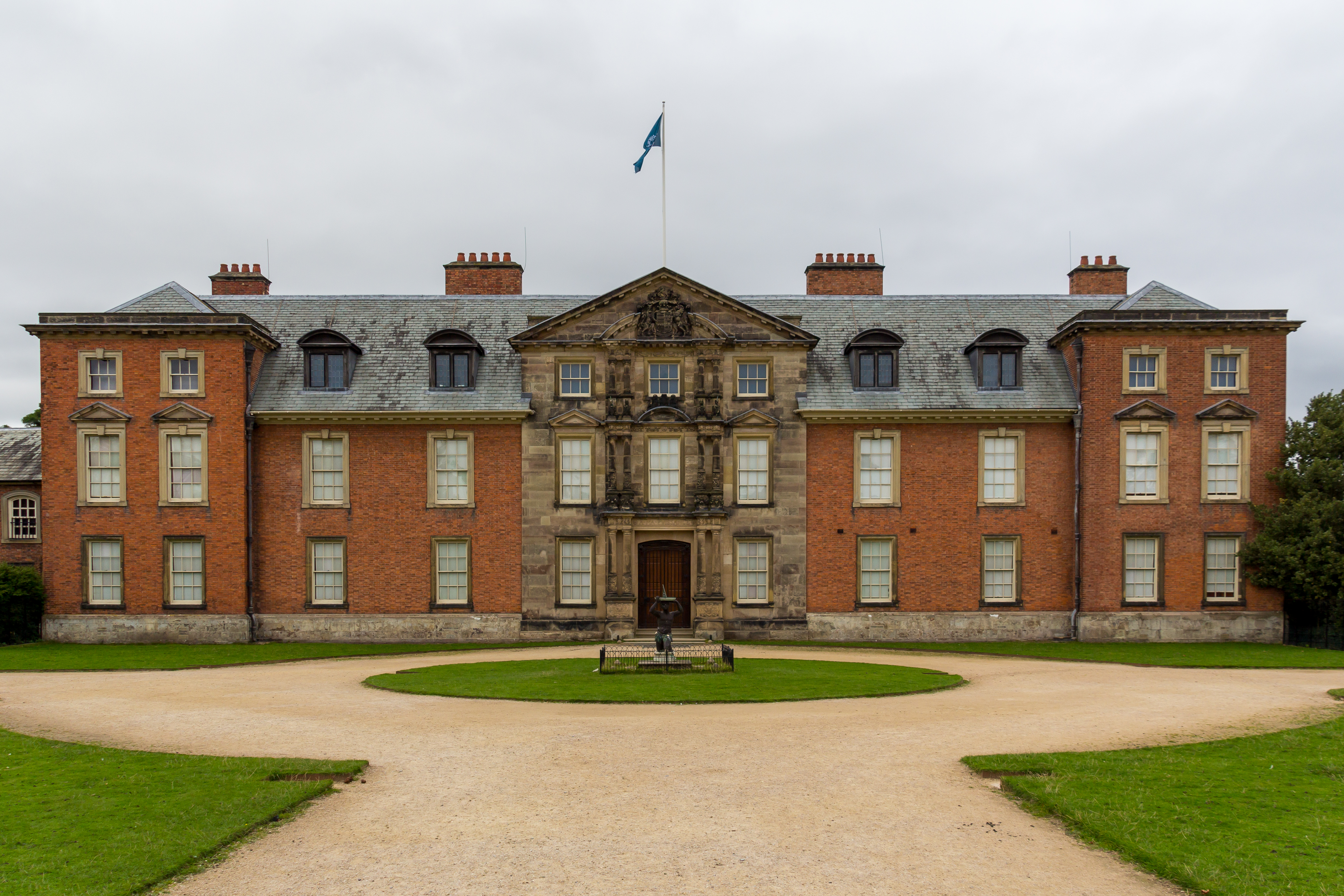
ダナム・マジー・ホール

伯爵家の本邸はチェシャー州オルトリナム近郊にあるダナム・マジー・ホールであった。この邸宅は10代伯ロジャーによって死後、ナショナル・トラストに寄贈された。
別邸としてスタッフォードシャー州にエンヴィル・ホールを所有していた。
1856年、7代伯ジョージはレスターシャー州グロビーにブラッドゲート・ハウスと呼ばれる邸宅を建設した。この邸はジャコビアン様式で建てられ、365の窓、52の部屋、12の煙突があったことから「カレンダー・ハウス」の異名がある。またスタンフォード伯爵家は1563年にレスターシャー州ブラッドゲートにも同名の邸宅を建設しており、その位置関係の近さから両者はしばしば混同される。

## 歴代当主

### グロビーのグレイ男爵（1603年）
- 初代グロビーのグレイ男爵ヘンリー・グレイ（英語版）(1547 - 1614)
- 第2代グロビーのグレイ男爵ヘンリー・グレイ (1599頃 - 1673) 先代の孫
  - 1628年、スタンフォード伯爵に叙位

### スタンフォード伯爵（1628年）

第6代・第7代伯爵の紋章。グレイ家とブース家の紋章を組み合わせたものになっている。

- 初代スタンフォード伯爵ヘンリー・グレイ（英語版）(1599頃 - 1673)
- 第2代スタンフォード伯爵トマス・グレイ (1554頃 - 1720) 先代の孫
- 第3代スタンフォード伯爵ヘンリー・グレイ (1685 - 1739) 先代の従兄弟
- 第4代スタンフォード伯爵ハリー・グレイ (1715 - 1768) 先代の息子
- 第5代スタンフォード伯爵・初代ウォリントン伯爵ジョージ・ハリー・グレイ(1737 - 1819) 先代の息子
  - 1796年、ウォリントン伯爵に叙位
- 第6代スタンフォード伯爵・第2代ウォリントン伯爵ジョージ・ハリー・グレイ (1765 - 1845) 先代の息子
- 第7代スタンフォード伯爵・第3代ウォリントン伯爵ジョージ・ハリー・グレイ (1827 - 1883) 先代の孫
  - ウォリントン伯爵廃絶
- 第8代スタンフォード伯爵ハリー・グレイ (1812 - 1890) 4代伯の曾孫
- 第9代スタンフォード伯爵ウィリアム・グレイ (1850 - 1910) 先代の甥
- 第10代スタンフォード伯爵ロジャー・グレイ（英語版） (1896 - 1976) 先代の息子